# Monastère de la Présentation de Kiev
Le Monastère de la Présentation de la Vierge (en ukrainien : Введенський чоловічий монастир) est un monastère ukrainien orthodoxe situé dans la ville de Kiev.

## Histoire
Le monastère se situe au N°42 de la rue prince Ostrozkih qui abrite une communauté masculine et a été fondé fin XIXe. Il est classé numéro 80-382-9026 au Registre national des monuments immeubles d'Ukraine.
En 1856 Matroni Yehorova, après la mort de son mari, vécut à Kiev et gérait une fortune considérable, elle souhaitait créer une institution de femmes en la ville. Pour cela elle acquit des biens. Elle devint abbesse de cette nouvelle communauté sous le nom de Dimitriy. L'institution comprenait aussi un hôpital.
Le monastère fut dissous avec la révolution de 1917 pour héberger des clubs révolutionnaires. Recréé lors de la Grande guerre patriotique, il est de nouveau dissous en 1961. En 1992 l'église ouvrait de nouveau au culte puis un monastère y est fondé sous le patronage de l'icône de la Mère de Dieu "Fantômes de l'humilité" de l'Église orthodoxe ukrainienne (patriarcat de Moscou).

## Galerie d'images

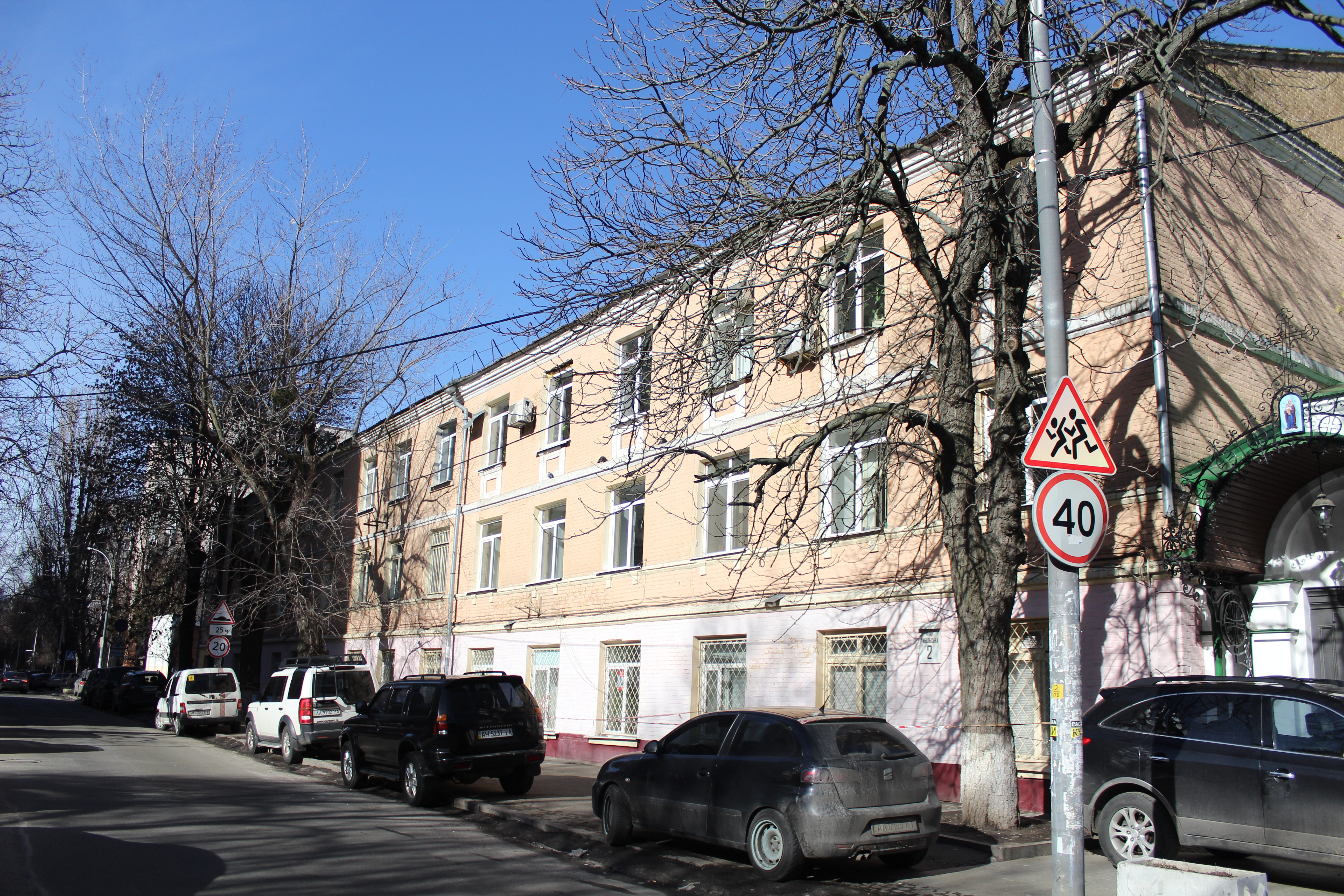
L'hostellerie classée n°80-382-0478[3],
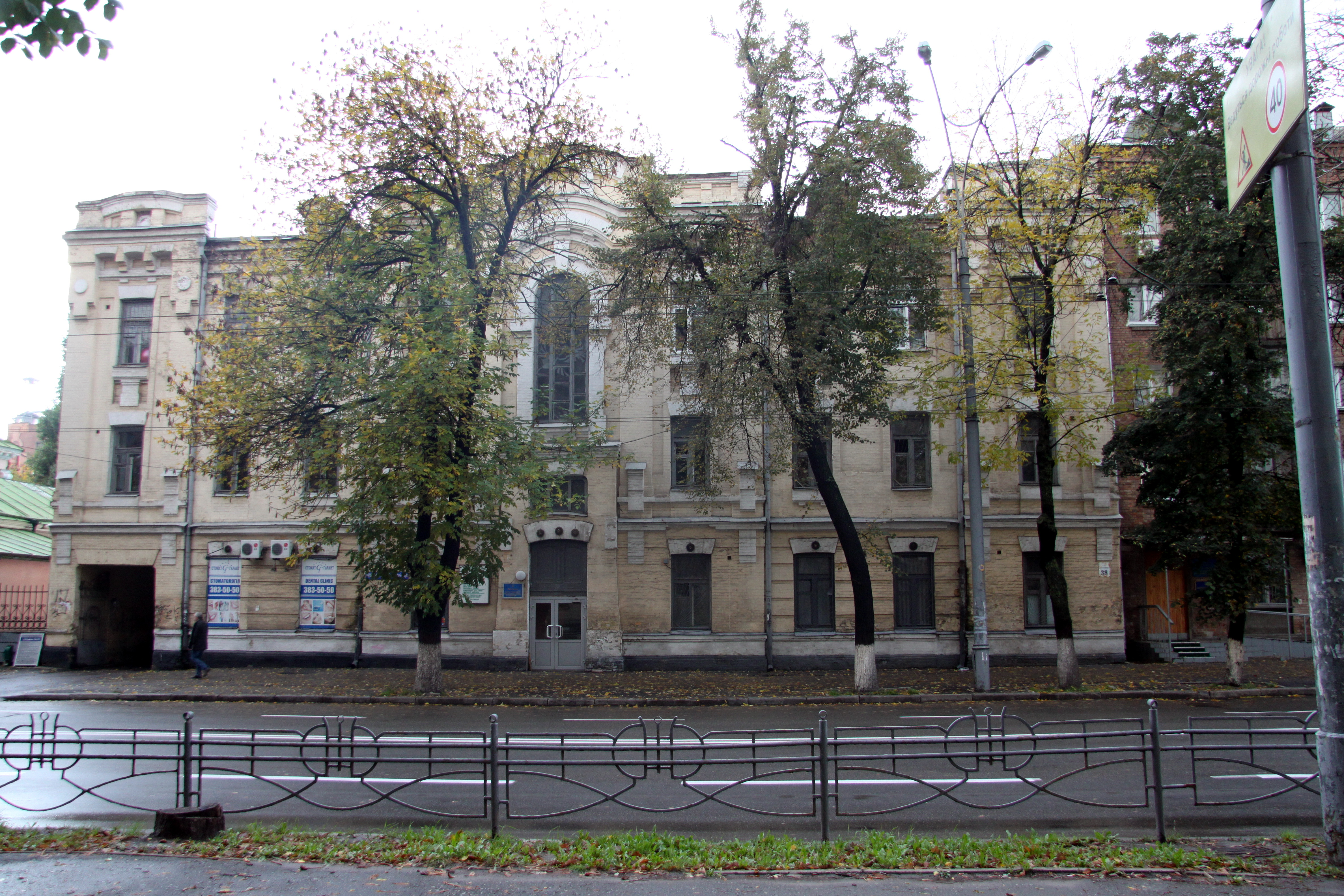
bâtiment classée n°80-382-0422[4],
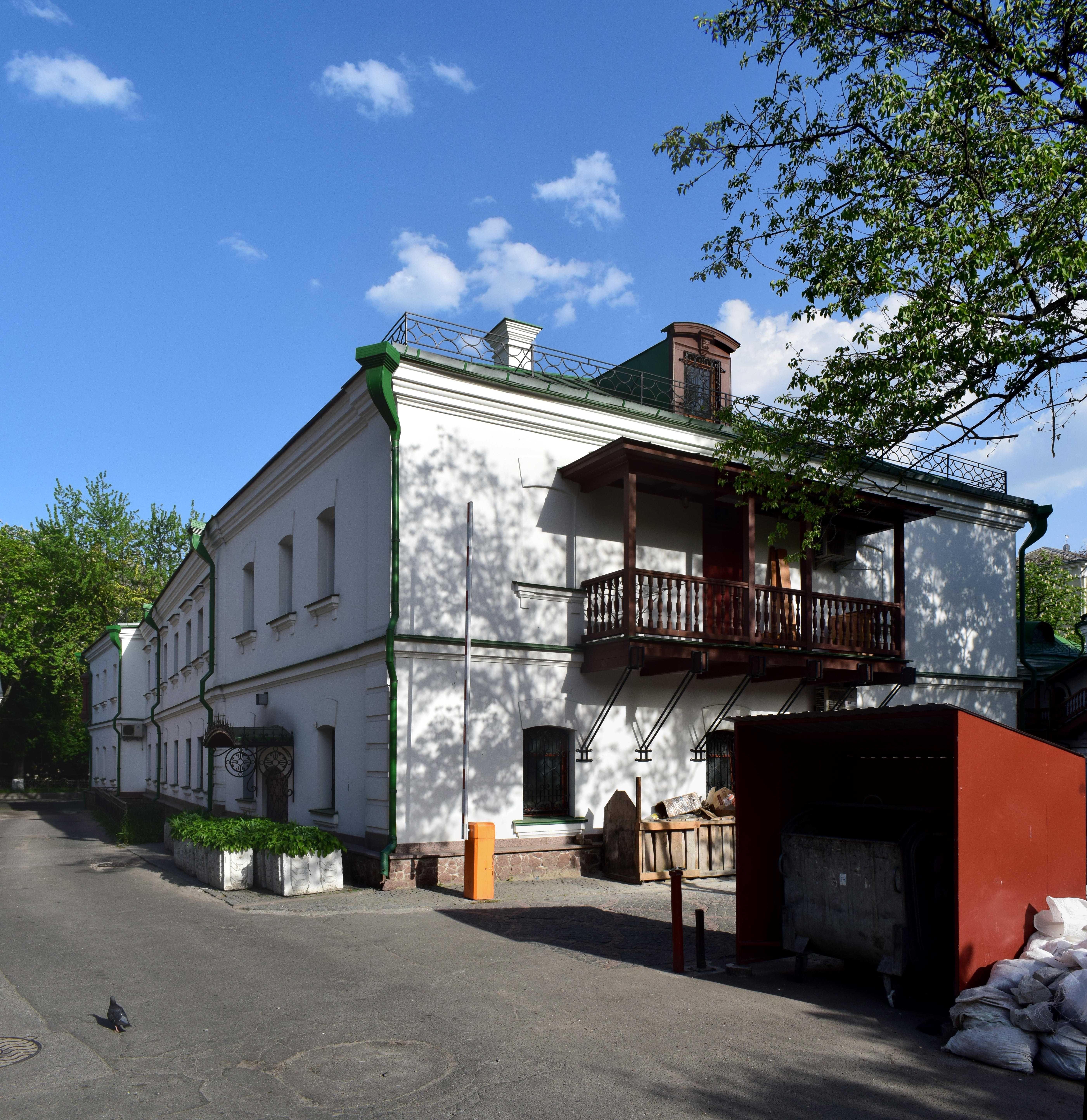
annexe classée n°80-382-0425[5].
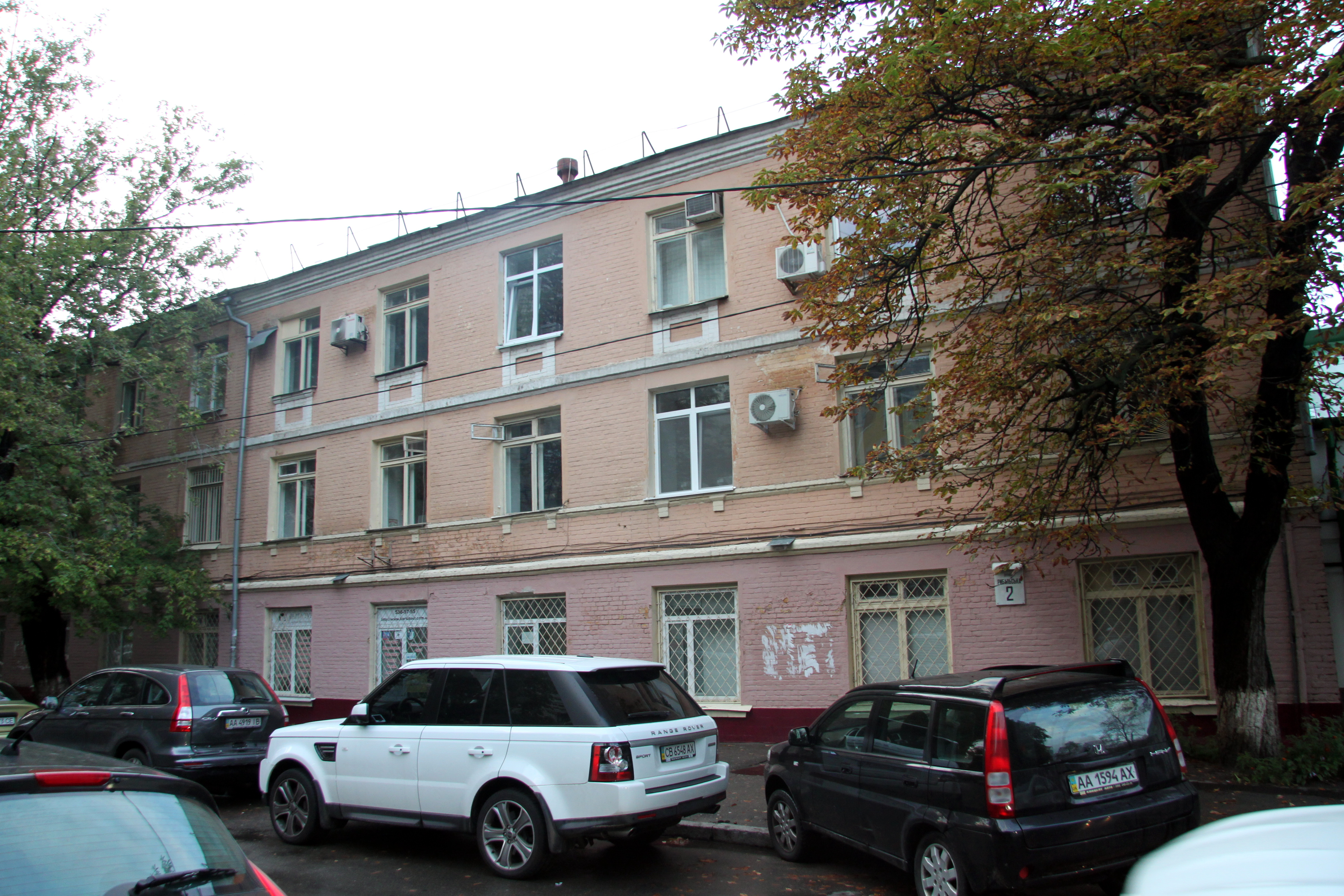